# KAMIJO
KAMIJO（かみじょう、1975年7月19日—），日本歌手、音樂製作人，曾为視覺系樂團LAREINE、NEW SODMY、Versailles的主唱，目前SOLO活动中。本名：上城祐之（かみじょう ゆうじ）。出身于神奈川縣平塚市。血型是O型。

## 經歷
- 1994年11月 任MALICE MIZER（惡意與悲劇）的roadies，與同為MALICE MIZER的roadies的MAYU相遇，結成LAREINE（日语：LAREINE）（当時LALIENE）。
- 1998年8月1日 全國oneman tour「TOUR "Freur" 1998 ～白鳥と追想～」，首站札幌。
- 1998年9月27日 於日本青年館舉行tour final「TOUR "Fleur" 1998 ～湖底に眠る永遠の花園～」。
- 1999年3月26日 於澀谷公會堂舉行oneman live「tour "Métamorphose"」final。
- 1999年5月26日 LAREINE發表major 1st single『Fiancailles』，從SME Records正式major debut，晉身主流樂團。
- 1999年8月22日 於中野sun plaza舉行2DAYS live。
- 2000年2月9日 major後4th single翻唱了經典動畫片「凡爾賽玫瑰」主題歌「薔薇は美しく散る」。原作者池田理代子繪製了該CD封套上的樂團成員肖像畫。
- 2000年8月 KAMIJO以外的樂團成員正式退出LAREINE。之後KAMIJO獨自一人以LAREINE身份繼續活動，並設立自己的音樂厰牌APPLAUSE RECORDS。
- 2001年1月5日 LAREINE活動一時休止，新樂團New SODMY結成。
- 2003年11月 LAREINE活動再開。
- 2003年3月26日 於澀谷AX舉行LAREINE復活oneman live。
- 2006年10月1日 發表LAREINE無期活動休止公告。
- 2006年 設立自己的新厰牌Sherow Artist Society。
- 2007年 新樂團Versailles結成。
- 2007年8月30日 Versailles於Shibuya O-East主辦event「The Red Carpet Day」。Versailles與歐洲唱片公司簽約。
- 2008年12月23日 Versailles於CC Lemon Hall舉行oneman live，宣佈將於2009年6月正式major debut（出道成爲主流樂團），屆時將簽約華納日本唱片公司（參考頁面：華納音樂集團）。
- 2012年7月19日 Versailles宣布活動休止。
- 2012年12月20日 Versailles于NHK HALL进行LAST LIVE，次日活動休止。
- 2013年1月26日 KAMIJO宣布开始SOLO活动。
- 2015年12月20日 KAMIJO於Facebook粉絲頁貼出"Versailles Reborn"的貼文，宣布Versailles將於2015年12月28日復出。[1]

## 人物
- 初結成LAREINE時KAMIJO並非隊長，后因當時的隊長退團，由KAMIJO繼任隊長一職。
- 外形酷似「凡爾賽玫瑰」中主人公奧斯卡。
- 特徵是一頭金色長髮，公共場合常用問候語「Bonjour Honey」。（法文加英文）
- 初結成LAREINE時用的藝名是「SHOKI」。
- 除樂團活動外，還先後擔任APPLAUSE RECORDS、Sherow Artist Society兩個音樂厰牌的代表社長。同時也為其它樂隊做音樂監製。
- 經常參與CD、DVD、海報的設計，並且精通錄音和影像編輯。
- 喜歡的音樂家有保羅·莫裏哀、理查德·克莱德曼等等。live會場上經常播放保羅·莫裏哀的曲子。
- 1995年LALIENE時期配布demo tape中的收錄歌曲「Dir en Gray」，据考是著名視覺系樂團Dir en Grey團名的由來。
- 學生時代參加網球部。曾在全家便利商店（family mart）打工。
- 原Phantasmagoria的bass手、現任UNDER CODE PRODUCTION代表的KISAKI與KAMIJO是至交。

## 備註
1. ↑  Versailles Reborn 宣告影片. .   [2016-01-18]. （原始内容存档于2020-11-21）.